# كليفورد وليامز
كليفورد وليامز (بالإنجليزية: Albert Clifford Williams)‏ هو نقابي وسياسي بريطاني وبريطاني (وحمل سابقاً جنسية المملكة المتحدة لبريطانيا العظمى وأيرلندا)، ولد في 28 يونيو 1905، وتوفي في 1987. حزبياً، نشط في حزب العمال. وقد في الانتخابات الفرعية في مجلس العموم البريطاني ‏، انتخب عضو البرلمان الثالث والأربعون للمملكة المتحدة عن دائرة Abertillery (UK Parliament constituency) ‏ (1 أبريل 1965 – 10 مارس 1966) وفي الانتخابات العامة في المملكة المتحدة 1966 ‏، انتخب عضو البرلمان الرابع والأربعون للمملكة المتحدة عن دائرة Abertillery (UK Parliament constituency) ‏ (31 مارس 1966 – 29 مايو 1970).